# N,N-Dimethylisopropylamin
N,N-Dimethylisopropylamin (DMIPA) ist eine organisch-chemische Verbindung aus der Stoffgruppe der aliphatischen Amine.

## Gewinnung und Darstellung
Die technische Herstellung von N,N-Dimethylisopropylamin erfolgt durch Umsetzung von Isopropanol (oder Aceton) mit Dimethylamin bei Temperaturen von 160–250 °C und einem Druck von 30–50 bar in Gegenwart von Wasserstoff an heterogenen Metalloxid-Katalysatoren, welche auf einem oberflächenarmen porösen Träger aufgebracht sind:
Als Katalysatoren werden Gemische von Metalloxiden, die vorwiegend aus Nickel- (NiO), Cobalt- (CoO) und Kupferoxid (CuO) bestehen und auf Aluminiumoxid (Al2O3) geträgert sind, eingesetzt. Die Reaktion wird bevorzugt in der Gasphase durchgeführt und erfolgt kontinuierlich. Der Katalysator ist als Festbett in einem Rohr- oder Rohrbündelreaktor angeordnet.

## Eigenschaften

### Physikalische Eigenschaften
N,N-Dimethylisopropylamin hat eine Dichte von 0,72 g/cm3 bei 20 °C. Die relative Gasdichte (Dichteverhältnis zu trockener Luft bei gleicher Temperatur und gleichem Druck) beträgt 3,01. Die dynamische Viskosität beträgt 0,91 mPa·s bei 20 °C und 0,82 mPa·s bei 40 °C.

### Chemische Eigenschaften
N,N-Dimethylisopropylamin ist eine leicht entzündbare Flüssigkeit aus der Stoffgruppe der aliphatischen tertiären Amine. Die Verbindung ist mit Wasser mischbar, wobei die wässrige Lösung alkalisch reagiert (pH-Wert von 11,5 bei einer Konzentration von 100 g/l).

## Verwendung
N,N-Dimethylisopropylamin wird vorwiegend als Katalysator zur Herstellung von Sandkernen (Cold-Box-Verfahren) in der Gießereitechnik verwendet.

## Sicherheitshinweise
Die Dämpfe von N,N-Dimethylisopropylamin können mit Luft explosive Gemische bilden. Der Hauptaufnahmeweg verläuft hauptsächlich über den Atemtrakt. Bei Aufnahme oder Verschlucken kann es chronisch zu leichten Atembeschwerden bzw. Atemfunktionsstörungen sowie leichten, jedoch reversiblen Sehstörungen kommen. Zur Reproduktionstoxizität sind derzeit keine substanzspezifischen Angaben verfügbar. Eine mögliche Kanzerogenität muss aufgrund der, wenn auch langsameren, Bildung von Nitrosaminen beachtet werden. Zur Mutagenität liegen bisher keine ausreichenden Angaben vor. N,N-Dimethylisopropylamin weist eine untere Explosionsgrenze (UEG) von 1,1 Vol.-% und eine obere Explosionsgrenze (OEG) von ca. 8,8 Vol.-% auf. Die Zündtemperatur beträgt 190 °C. Der Stoff fällt somit in die Temperaturklasse T4 und die Explosionsgruppe IIA. Mit einem Flammpunkt von −24,8 °C gilt die Flüssigkeit als leicht entzündbar.